# Pisinna micronema
Pisinna micronema är en snäckart. Pisinna micronema ingår i släktet Pisinna och familjen Anabathridae.

## Underarter
Arten delas in i följande underarter:
- P. m. micronema
- P. m. morioria